# 阿爾比恩鎮區 (堪薩斯州里帕布利克縣)
阿爾比恩鎮區（英語：Albion Township）為美國堪薩斯州里帕布利克縣轄下的鎮區。2010年美国人口普查中此鎮區人口有142人。

## 歷史
阿爾比恩鎮區設立於1870年。

## 地理
阿爾比恩鎮區涵蓋總面積為92.5平方（35.72平方英里），其中陸地面積為92.4平方（35.69平方英里），水域面積為0.078平方（0.03平方英里）或0.08%。海拔高度484（1,588英尺）。

## 人口統計
根據2010年美國人口普查，阿爾比恩鎮區人口有142人，其中男性有76人，女性有66人，人口密度為每平方公里1.54人，住房計89戶。鎮區內的白人有142人，非裔美國人有0人，美洲原住民有0人，亞裔美國人有0人，太平洋島裔美國人有0人，其他種族有0人，混血種族則有0人。此外鎮區內有0人為西班牙裔或拉丁裔美國人。此鎮區之年齡中位數為49.5歲，而男性年齡中位數為47歲，女性年齡中位數為50.3歲。